# Sukadame (Hulu Sihapas)
Sukadame is een bestuurslaag in het regentschap Padang Lawas Utara van de provincie Noord-Sumatra, Indonesië. Sukadame telt 184 inwoners (volkstelling 2010).